# 桑博龍東縣
桑博龍東縣（西班牙語：Cantón Samborondón），是厄瓜多爾的縣份，位於該國中部，由瓜亞斯省負責管轄，始建於1776年5月24日，面積252平方公里，海拔高度80米，2010年人口67,590，人口密度每平方公里268.21人。
2°11′S 79°53′W / 2.183°S 79.883°W